# Gare de Lavaufranche
La gare de Lavaufranche est une gare ferroviaire française de la ligne de Montluçon à Saint-Sulpice-Laurière, située sur le territoire de la  commune de Lavaufranche, dans le département de la Creuse, en région Nouvelle-Aquitaine. 
C'est une halte voyageurs de la Société nationale des chemins de fer français, desservie par des trains régionaux TER Nouvelle-Aquitaine.

## Situation ferroviaire
Établie à 416 mètres d'altitude, la gare de Lavaufranche est située au point kilométrique (PK) 355,398 de la ligne de Montluçon à Saint-Sulpice-Laurière, entre les gares ouvertes d'Huriel et de Parsac - Gouzon.

## Histoire
La gare de Lavaufranche était la tête de ligne d'un embranchement vers Champillet-Urciers (Indre) jusqu'en 1952 puis vers Boussac jusqu'en 1992.

## Fréquentation
Selon les estimations de la SNCF, la fréquentation annuelle de la gare figure dans le tableau ci-dessous.
| Année               | 2015 | 2016 | 2017 | 2018 | 2019 | 2020 | 2021 | 2022 | 2023 |
| ------------------- | ---- | ---- | ---- | ---- | ---- | ---- | ---- | ---- | ---- |
| Nombre de voyageurs | 301  | 294  | 394  | 421  | 518  | 251  | 408  | 936  | 988  |

## Service des voyageurs

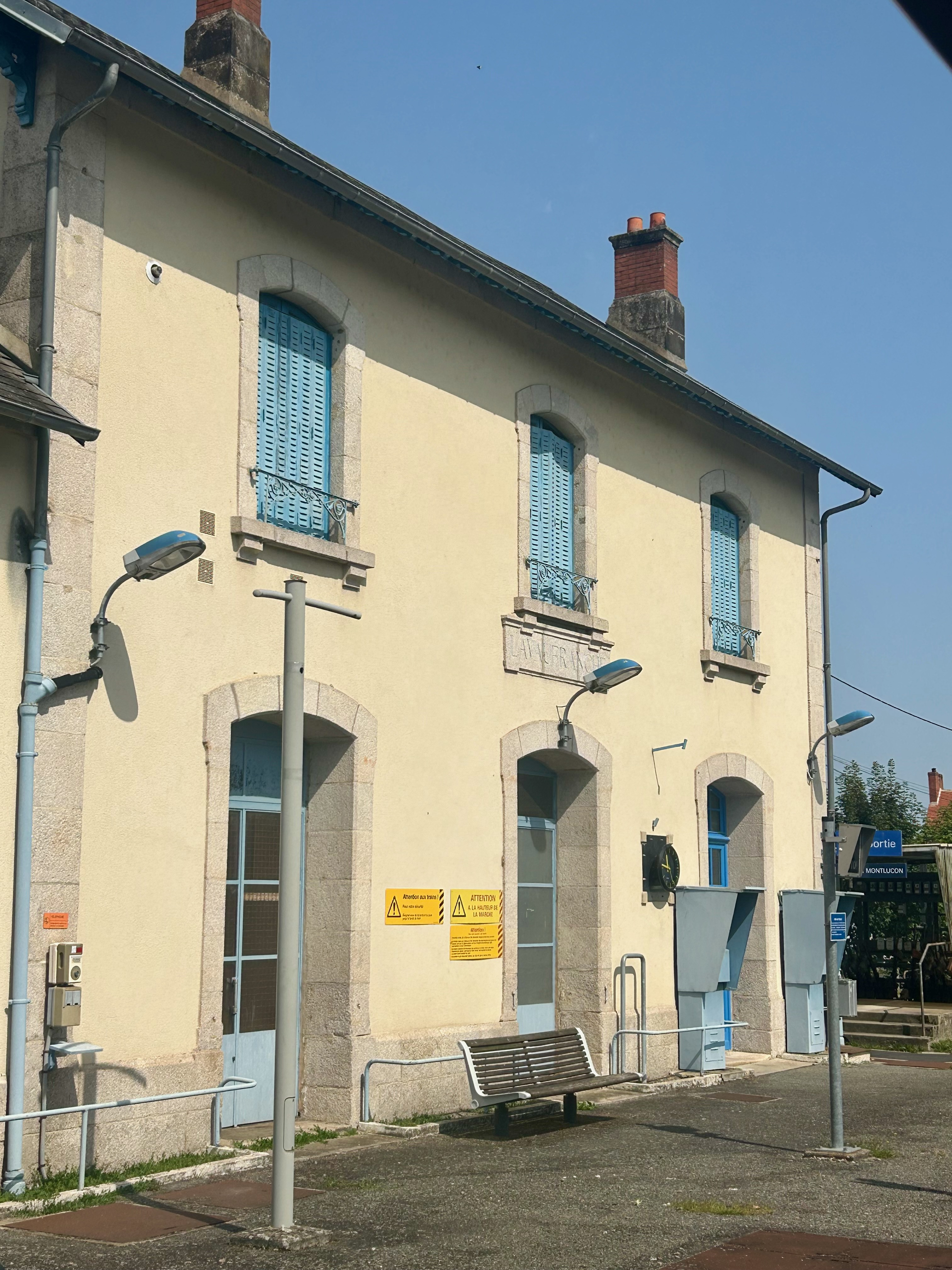
Le bâtiment voyageurs.

### Accueil
Halte SNCF, c'est un point d'arrêt non géré (PANG) à accès libre. 

### Desserte
Lavaufranche est desservie par les trains TER Nouvelle-Aquitaine (ligne de Limoges-Bénédictins à Montluçon-Ville).

### Intermodalité
Un parking pour les véhicules y est aménagé.
À quelques mètres de la gare se trouvent les arrêts de Bourg Place et de Café de la gare desservis par la ligne L6 (Boussac <> Chambon <> Bourganeuf) du réseau TransCreuse (Nouvelle Aquitaine).